# Хокејашка лига Србије и Црне Горе 2005/06.
Хокејашка лига Србије и Црне Горе 2005/06. је било треће такмичење организовано под овим именом.

## Систем такмичења
У регуларном делу наступила су четири клуба. Сваки клуб одиграо је дванаест меча. У плеј офу се играло на два добијениа меча.
Шампион је постао Партизан. То је клубу била прва титула у Хокејашкој лиги Србије и Црне Горе, а укупно десета рачунајући и Прву лигу Југославије и Хокејашку лигу СР Југославије

## Клубови
| Клуб          | Град     | Арена                 | Капацитет | Основан |
| ------------- | -------- | --------------------- | --------- | ------- |
| Војводина     | Нови Сад | Ледена дворана СПЕНС  | 1000      | 1957    |
| Црвена звезда | Београд  | Ледена дворана Пионир | 2000      | 1946    |
| Партизан      | Београд  | Ледена дворана Пионир | 2000      | 1948    |
| Нови Сад      | Нови Сад | Ледена дворана СПЕНС  | 1000      | 1998    |

## Табела
| #  | Клуб          | ИГ | Д | Н | ИЗ | ГД | ГП | Б  |
| -- | ------------- | -- | - | - | -- | -- | -- | -- |
| 1. | Партизан      | 12 | 8 | 1 | 3  | 53 | 29 | 17 |
| 2. | Црвена звезда | 12 | 7 | 1 | 4  | 40 | 30 | 15 |
| 3. | Војводина     | 12 | 6 | 2 | 4  | 42 | 36 | 14 |
| 4. | Нови Сад      | 12 | 1 | 0 | 11 | 23 | 63 | 2  |

ИГ = одиграо, Д = победио, Н = нерешено, ИЗ = изгубио, ГД = голова дао, ГП = голова примио, Б = бодова

## Плеј оф

### Полуфинале
Црвена звезда - Војводина 2:1 
- Црвена звезда – Војводина 2:4 (0:2,2:2,0:0)
- Војводина - Црвена звезда 3:9 (1:2,1:4,1:3)
- Црвена звезда – Војводина 6:0 (0:0,2:0,4:0)

Партизан - Нови Сад 2:0
- Партизан - Нови Сад 6:3 (0:1,3:1,3:1)
- Нови Сад – Партизан 3:4 пр. (2:2,1:0,0:1,0:1)

### Финале
Партизан - Црвена звезда 2:0
- Партизан - Црвена звезда 5:4 пр. (2:1,2:2,0:1,1:0)
- Црвена звезда – Партизан 1:3 (0:2,1:1,0:0)

| Првак Хокејашке лиге Србије и Црне Горе 2005/06. |
| ------------------------------------------------ |
| ХК Партизан 1. титула.                           |

1. ↑  Укупно десета титула ХК Партизана, рачунајући трофеје освојене у СФРЈ и СРЈ